# Hiroshima: BBC History of World War II
Hiroshima: BBC History of World War II (prt Hiroshima ) é um documentário britânico dirigido por Paul Wilmshurst e produzido pela BBC em 2005. Ganhou diversos prêmios, entre eles um Emmy Internacional na categoria de Melhor Documentário e o BAFTA Awards para Melhores Efeitos Visuais.

## Sinopense
“Hiroshima” apresenta as semanas que antecedem a explosão e o desenrolar político e cientifico do projeto até aos momentos anteriores ao bombardeio em Hiroshima, disparado pela tripulação do avião Enola Gay. Mostrando o cenário de devastação e os testemunhos dos que sobreviveram, Hiroshima: BBC History of World War II conta com imagens de arquivo, e coloca a explosão da bomba atômica no seu contexto histórico e político, apresentando as consequências de um ataque nuclear.